# Свети Христифор (Грчка)
Свети Христифор (грч. Άγιος Χριστόφορος, Агиос Христофорос) је насељено место у општини Зиљахово у периферији Средишња Македонија, Грчка. Према попису из 2021. године било је 137 становника.
Према бугарском географу и историчару, Василу Канчову, у Светом Христифору је 1900. године живело 130 Грка и 100 Аромуна. Године 1923. насељене су 92 грчке избегличке породице. На попису из 1928. године Свети Христифор је имао 591 становника. Село се раније звало Оравиште или Хоравиште.